# 成瀬美穂
成瀬 美穂（なるせ みほ、1981年11月10日 - ）は、日本のAV女優、ストリッパー。
誕生日が12月15日というプロフィールもある。

## 略歴・人物
1999年、アートビデオからデビュー。以来、AVやグラビアで活動を続ける。
2003年2月16日、新宿ニューアートでストリッパーとしてデビュー。浅草ロック座所属。
趣味は入浴、ショッピング、読書。特技は料理。

## 主な出演作品

### 裏本
- 東京ざんす（2001年3月）
- 奥様は女校生（2004年7月）

### アダルトビデオ
- 妖画SM 秘戯画報 9 女子大生悲虐花（1999年12月13日、アートビデオ）
- 白衣のマゾ倶楽部（2000年2月12日、アートビデオ）[1]
- 天使の舌で舐めてあげる（2000年9月12日、宇宙企画）[1]
- Artemis（2001年8月1日、ゼロコーポレーション）
- Deep Contents・4（2003年12月27日）
- W痴女!! 壮絶3Pバトル（2005年、LEO）

### アダルトDVD
- コスプレ倶楽部 ボディコン編（2001年6月8日）
- 妖画SM秘戯画報8+9（2002年8月26日、アートビデオ）[1](白鳥出演のVHS作品と合わせた再版)
- 痴汝魂（2003年1月21日、グローリークエスト）[1]
- ぼくの美しい人（2003年2月28日、ホットエンターテイメント）[1]
- お姉さんの甘い誘惑（2003年8月21日、LEO）[1]
- 素人人妻トリプルAII（2004年1月22日、ルビー）[1]
- 白衣のマゾ倶楽部（2005年4月22日、アートビデオ）[1](VHSの再版作品)
- 女子大生悲虐花（2005年4月22日、アートビデオ）[1]
- 艶めく人妻 激情奥さんの裸身（2005年12月25日、Shuffle）
- 欲望奇譚006 拘束女学生（2006年6月5日、ジャネス）[1]
- 調教された七人の女たち 4時間（2007年2月5日、ジャネス）[1]
- 檻・美奴隷（2007年1月16日、Tコンテンツ）[1]
- 堕天使〜檻・裏版〜（2007年3月6日、Tコンテンツ）[1]
- エロチラモデル（2008年1月6日、ネクスト）[1]
- みだら泣き愛奴図鑑 女芯悦獄（2008年9月3日、アートビデオ）[1]
- 3mates Fucker 02（みけねこ）